# Ophrys subinsectifera
Espèce
L'Ophrys subinsectifera est une espèce d'orchidée terrestre européenne. Elle doit son nom à sa ressemblance avec Ophrys insectifera.